# Alceu Collares
Alceu de Deus Collares (Bagé, 12 de mayo de 1927-Porto Alegre 24 de diciembre de 2024) fue un abogado y político brasileño. Fue diputado federal por cinco mandatos, alcalde de Porto Alegre y gobernador de Rio Grande do Sul.

## Biografía
Siendo estudiante de derecho ingresa en el Partido Laborista de Brasil (PTB), aproximándose a las posiciones de Leonel Brizola. En 1964 es elegido concejal, poco antes del golpe militar que acabó con el pluripartidismo, instaurando el bipartidismo. Collares se afilia al oposicionista Movimiento Democrático Brasileño. Con el MDB es elegido diputado federal desde 1970. En 1978 se convierte en el líder del MDB en la bancada del partido.
Con el fin del bipartidismo participa en la reorganización del PTB, sin embargo su grupo, dirigido por Brizola, pierde la batalla por las siglas del PTB ante Ivete Vargas. Ante el fracaso su grupo funda el Partido Democrático Laborista (PDT). En 1982 se presentó a la gobernadoría de Rio Grande Do Sul, quedando en tercer lugar por detrás de Jair Soares y Pedro Simon.
Fue el primer alcalde de Porto Alegre tras la redemocratización brasileña. Permaneció en ese puesto de 1986 a 1988. Fue el primer alcalde negro de la capital de Rio Grande do Sul. En 1990, con el apoyo de Brizola, gana las elecciones a la gobernadoría, permaneciendo ene el cargo de 1991 a 1994. En su gobierno acabó con las secretarías de Justicia y Seguridad. Decidió no presentarse a la reelección. Volvió a presentar a unas elecciones en 1998, siendo elegido diputado federal.
En el año 2000 se presentó de nuevo a la alcaldía de Porto Alegre, con la intención de acabar con el predominio del Partido de los Trabajadores que había comenzado en 1989. Fue derrotado en la segunda vuelta por el también exalcalde Tarso Genro. Antipetista convencido, apoyó en 1998 la candidatura de Olívio Dutra al gobierno de Rio Grande do Sul. En 2006 volvió a presentarse a las elecciones a la gobernadoría del estado, quedando en quinto lugar con apenas el 3% de los votos totales.